# Королева-воїн (фільм)
Королева-воїн (англ. The Woman King) — американський драматичний історичний бойовик 2022 року. Стрічка розповідає про агоджі — загін воїнок, що складався виключно з жінок, який захищав західноафриканське королівство Дагомея протягом 17-19 століть. Дія фільму відбувається у 1820-х роках. Віола Девіс грає роль генералки, яка навчає наступне покоління воїнок для боротьби з ворогами. Режисеркою є Джина Прінс-Байтвуд, а сценаристкою є Дана Стівенс на основі роману, який вона написала разом з Марією Белло. У фільмі також знялися Тусо Мбеду, Лашана Лінч, Шейла Атім, Гіро Файнс-Тіффін і Джон Боєга.

## Сюжет
У 1823 році в західноафриканському місті Дагомея, лідерка жіночої групи солдаток Наніска, звільняє дагомейських заручниць, які були вкрадені для продажу в жорстке рабство з королівства Ойо. Це спонукає мудрого й справедливого короля Гезо готуватися до повної війни з Ойо. Наніска починає повну підготовку нових воїнок, щоб вони повною мірою змогли дати відсіч нещадним і кровожерливим ворогам, а також щоб вони могли захистити мирних та доброзичливих жителів, які проживають на рідній, близькій до душі землі. Серед цих нових солдаток знаходиться незвичайна дівчина, яку батько запропонував передати королю після відмови стати дружиною чоловіка, який бив її. Жінки-воїнки готові віддати життя не лише заради миру, а й щоб доказати іншим людям, що вони кращі, ніж інші думають.

## У ролях
| Актор                | Роль                |
| -------------------- | ------------------- |
| Віола Девіс          | генерал Наніска     |
| Ванда Банда          | Наніска в молодості |
| Тусо Мбеду           | Наві                |
| Лашана Лінч          | Ізогі               |
| Шейла Атім           | Аменза              |
| Гіро Файнс-Тіффін    | Санто Феррейра      |
| Джон Боєга           | король Гезо         |
| Джордан Болджер      | Малік               |
| Джиммі Одукоя        | генерал Оба Аде     |
| Масалі Бадуза        | Фумбе               |
| Джеймі Ловсон        | Шанте               |
| Адріенн Воррен       | Ода                 |
| Сів Нгесі            | Міган               |
| Анжеліка Кіджо       | Менон               |
| Зозібіні Тунзі       | Ефе                 |
| Макготсо Мон'єморато | Інія                |